# Mierzęcice
Mierzęcice ist ein Dorf im Powiat Będziński der Woiwodschaft Schlesien in Polen. Es ist Sitz der gleichnamigen Landgemeinde mit 7623 Einwohnern (Stand 31. Dezember 2020).

## Geographie
Mierzęcice liegt am Nordrand der Oberschlesischen Platte, ca. 22 km nördlich von Katowice und ca. 13 km nördlich der Kreisstadt Będzin. Durch den östlichen Teil der Gemeinde fließt die Schwarze Przemsa.
Das Dorf gliedert sich in drei Schulzenämter (sołectwa; Einwohnerzahlen vom 31. Dezember 2019):
- Mierzęcice I, 7,7 km², 1246 Einwohner
- Mierzęcice II, 7,3 km², 706 Einwohner
- Mierzęcice Osiedle, 0,2 km², 820 Einwohner

## Geschichte
Angeblich wurde schon im Jahr 1266 der Zehnt aus den Dörfern Targoszyce (heute ein Weiler von Mierzęcice), Przeczyce und Toporowitze vom Krakauer Bischof Paweł von Przemanków in Sławków an die Kirche in Mikołów (Nikolai) verliehen. Die Verleihung ist wahrscheinlich wahr und wurde ohne Datum von Jan Długosz in der Beschreibung des Bistums Krakau aus dem späten 15. Jahrhundert auch erwähnt. Möglicherweise ist das Jahr 1266 jedoch ein Fehler des kopierenden Schreibers im 18. Jahrhundert und es ging eher um das Jahr 1276.
Der Ort Mirzęcice wurde im Jahr 1357 als Mirzanczicze (neben Thargoschicze) erstmals urkundlich erwähnt, als die vom Teschener Herzog Kasimir I. gewährten Privilegien in zehn regionalen Dörfern für Krakauer Bischöfe bestätigt wurden.
Der Ort liegt im Gebiet um Siewierz, das um 1177 aus dem Herzogtum Krakau bzw. Kleinpolen ausgegliedert wurde und an das schlesische Herzogtum Ratibor fiel, ab 1337 gehörte Siewierz zum Herzogtum Teschen unter Lehnsherrschaft des Königreichs Böhmen. Das Herzogtum Siewierz wurde im Jahr 1443 vom Teschener Herzog Wenzel I. dem Krakauer Bischof Zbigniew Oleśnicki verkauft.
Die erste sichere Erwähnung der Pfarrei in Targoszyce stammt aus dem Jahr 1411, als der Rektor der örtlichen Pfarrkirche im Konflikt über den Zehnt mit dem Vogt von Beuthen war. Im 16. Jahrhundert gab es eine Filialkapelle in Mierzęcice, die später die Rolle der Pfarrkirche übernahm, nach dem die Kirche auf dem Targoszycer Hügel als das einzige Gebäude des ehemaligen Dorfs Targoszyce stehen blieb – jedoch bis zum späten 18. Jahrhundert wurde die Pfarrei abwechselnd nach beiden Orten benannt. Im späten 16. Jahrhundert umfasste die Pfarrei in Targoszyce auch die Ortschaften Brudzowice, Mierzęcice, Przeczyce, Sadowie, Toporowice und Zawada.
Erst 1790 wurde das Herzogtum Siewierz formal an das Königreich Polen-Litauen angegliedert und war der Woiwodschaft Krakau administrativ angegliedert. Nach der dritten Teilung Polens von 1795 gehörte das Dorf bis 1807 zu Neuschlesien. 1807 kam es ins Herzogtum Warschau und 1815 ins neu entstandene russisch beherrschte Kongresspolen.
Bis 1918 stand die Landgemeinde unter russischer Verwaltung. Nach der Unabhängigkeit 1918 wurden die russischen Verwaltungsstrukturen in der Woiwodschaft Kielce beibehalten. 1927 kam die Gemeinde dann zum Powiat Zawierciański. Beim Überfall auf Polen 1939 wurde das Gebiet von den Deutschen besetzt und dem Landkreis Warthenau im neuen „Ostoberschlesien“ zugeordnet.

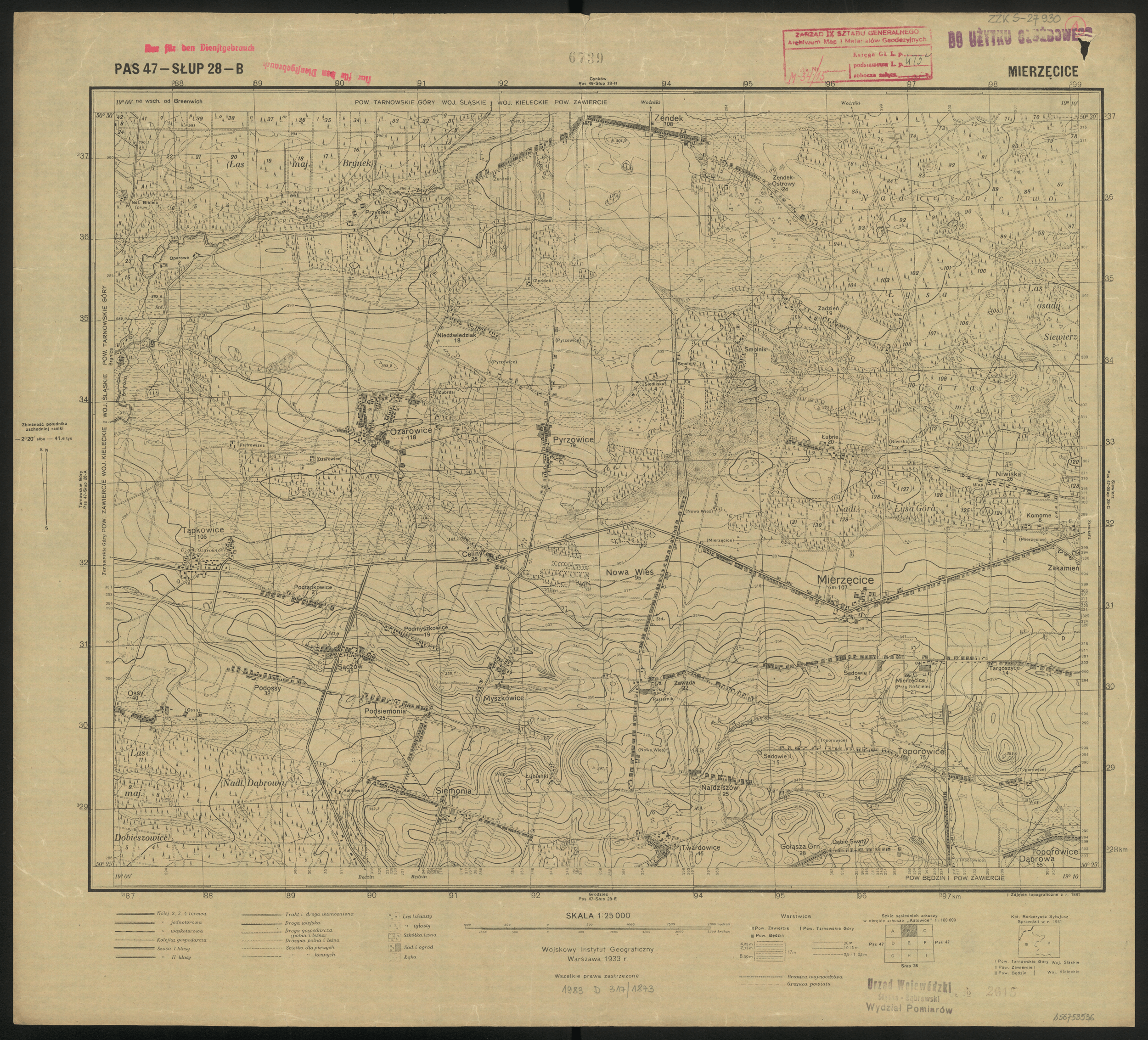
Karte von der Umgebung von Mierzęcice und Targoszyce aus dem Jahr 1933

1954 wurde Gemeinde in zwei Gromadas aufgelöst. Das Dorf Mierzęcice war zwischen 1954 und 1972 Sitz der Gromada Mierzęcice, diese wurde der Gebietsreform zum 1. Januar 1973 aufgelöst und die Gmina Mierzęcice wurde wieder gebildet. Von 1975 bis 1998 gehörte der Ort zur Woiwodschaft Kattowitz.
2008 wurde das Schulzenamt Mierzęcice in die Ämter Mierzęcice I und Mierzęcice II aufgeteilt.

## Gemeinde
Zur Landgemeinde (gmina wiejska) Mierzęcice gehören das Dorf selbst und weitere Dörfer mit insgesamt zehn Schulzenämtern.

## Sehenswürdigkeiten
- Kirche St. Nikolaus in Targoszyce

## Verkehr
Ein Teil des Flughafens Katowice liegt auf dem Gebiet der Gemeinde. Durch die Gemeinde verlaufen die Droga ekspresowa S1 und die Droga krajowa 78.
Der Bahnhof Mierzęcice Zawerciańskie an der Bahnstrecke Tarnowskie Góry–Zawiercie wurde im Zuge von deren Reaktivierung durch einen neuen Haltepunkt Mierzęcice ersetzt.